# Górnik Polkowice
Klub Sportowy Górnik Polkowice – polski klub piłkarski z siedzibą w Polkowicach, założony w 1947 roku.

## Historia
Klub powstał w 1947 roku. Do Polkowic przybyli osiedleńcy z różnych rejonów kraju, ale w przeważającej większości była to ludność z Kresów Wschodnich. Na początku 1947 roku powołano pierwszy klub sportowy "Włókniarz" Polkowice. Zorganizowana drużyna przystąpiła do rozgrywek o mistrzostwo kl. "D". Pierwszy historyczny mecz o mistrzostwo kl. "D" rozegrano w Polkowicach pomiędzy: K.S. Włókniarz Polkowice - K.S. "Cukrownik" Głogów. Mecz zakończył się wysokim zwycięstwem Polkowiczan 5:1. Pierwszą historyczną bramkę strzelił Jan Żelisko. Tylko jednego sezonu drużyna potrzebowała by awansować do kl. "C". W 1951 roku nastąpiła zmiana barw klubowych i patronatu opiekuńczego. K.S. "Włókniarz" został przemianowany na L.Z.S. Polkowice. Drużyna piłkarska po trzech latach osiągnęła prymat kl. "C" i uzyskała awans do kl "B". 
Sekcja piłki nożnej poszerzyła swoją działalność i już w 1953 r. posiadała dwie drużyny w kl. "B" i "C" oraz drużynę juniorów.
W roku 1954 zespół zdobył Mistrzostwo kl. "B" w grupie zielonogórskiej i uzyskał awans do kl. "A". W 1965 roku zespół pod wodzą grającego trenera Tadeusza Ptasznika wywalczył awans do klasy "A". 1 stycznia 1967 r. Polkowicom przywrócono prawa miejskie. Jesienią tegoż roku dokonano zmian barw klubu i jego opiekuna. Utworzono nowy klub sportowy TKS „Górnik” przy Zakładach Górniczych „Polkowice”. Od 1977 do 1989 roku szkoleniowcami pierwszego zespołu byli kolejno mgr Krzysztof Pawlica, Bogdan Jankowski, Stefan Beńko, Henryk Markowski i Andrzej Kot. W tym okresie przez pierwszy zespół przewinęło się ponad 66 piłkarzy. Drużyna „Górnika” Polkowice przez dwanaście wyżej wymienionych sezonów należała do najlepszych w lidze okręgowej, ale nie potrafiła zdobyć przodownictwa w tabeli i wywalczyć awansu do klasy wyższej. Dopiero w sezonie 1988/89 pod kierownictwem Andrzeja Kota zespół zdobył tytuł mistrzowski i awans do III ligi. 
W sezonie 1999/2000 drużyna piłkarska zajęła pierwsze miejsce w III lidze i wywalczyła awans do II ligi. W sezonie 2000/2001 zespół uplasował się na trzeciej pozycji w II lidze, ale uległ w barażach Stomilowi Olsztyn. W sezonie 2002/2003 Górnik awansował do ekstraklasy z pierwszego miejsca. W najwyższej klasie rozgrywkowej występował jedynie przez jeden sezon. Przed sezonem 2011/2012 zespół otrzymał licencję na grę w I lidze jako KS Polkowice. Po rundzie jesiennej sezonu 2013/14 wycofał się z rozgrywek o mistrzostwo II ligi zachodniej. Sezon 2014/15 KS Polkowice rozgrywał w IV lidze w grupie dolnośląskiej. Zajął w niej drugie miejsce i zagwarantował sobie tym samym awans. 
W sezonie 2015/16 zespół wywalczył pierwsze miejsce w III lidze w grupie dolnośląsko-lubuskiej, jednak przegrał baraż o mistrzostwo rozgrywek, przez co nie zdołał zapewnić sobie awansu. W 2018 roku klub powrócił do nazwy Górnik Polkowice. Dnia 25 maja 2019 roku zespół pod wodzą trenera Enkeleida Dobiego zapewnił sobie awans do II ligi 2019/2020. W sezonie 2020/21 Górnik na 3 kolejki przed końcem zapewnił sobie awans do I ligi, w której spędził tylko jeden sezon. W sezonie 2022/2023 spadł z II do III ligi zaliczając drugą relegację z rzędu.

### Historyczne nazwy
Źródło:
- Klub Sportowy „Włókniarz” Polkowice – 1947
- Ludowy Zespół Sportowy Polkowice – 1951
- Terenowy Klub Sportowy „Górnik” – 1967
- Międzyzakładowy Klub Sportowy „Górnik” Polkowice – 1977
- Klub Sportowy „Górnik” Polkowice – 1987
- Klub Sportowy Polkowice sp. z o.o. – 2011
- Klub Sportowy Górnik Polkowice – 2018

## Stadion
Stadion Miejski w Polkowicach został otwarty 22 lipca 1975 roku.
- pojemność: 3241 miejsc
- oświetlenie: 1400 lux (inauguracja 12 września 2003 roku w meczu Górnik Polkowice – Legia Warszawa 0:0)
- wymiary: 105 m x 68 m
- rekordowa frekwencja: 6000 (1/2 finału Pucharu Ligi (20.03.2001), Górnik Polkowice – Zagłębie Lubin 0:0)

## Sukcesy
- 12. miejsce w I lidze (Ekstraklasa): 2003/2004
- Puchar Ligi:
  - 1/2 finału: 2000/2001
- Puchar Polski:
  - 1/4 finału: 2003/2004

## Dotychczasowi trenerzy
Przed rokiem 1956 - Czesław Limberger i Antoni Biedrzycki
1956-1970 – Tadeusz Ptasznik

1970-1971 – Ryszard Łakomiec

1971-1972 – Wojciech Gawryszewski

1973-1975 – Alojzy Sitko

1975-1976 – Roman Badak

1976-1981 – Krzysztof Pawlica

1981-1982 – Bogdan Jankowski, Stefan Beńko

1983-1987 – Henryk Markowski

1988 – Andrzej Kot

1989 – Mieczysław Bieniusiewicz, Edward Wojewódzki

1989-1990 – Rudolf Rupa, Piotr Wójcik

1991-1992 – Krzysztof Pawlica

1992-1993 – Ireneusz Frąckowiak, Marian Putyra

1994-1995 – Artur Sikorski

1996 – Bruno Zachariasiewicz, Artur Sikorski

1997 – Stanisław Kumik

1997-2001 – Mirosław Dragan

2001-2002 – Romuald Szukiełowicz

2002-2004 – Mirosław Dragan

2005 – Wiesław Wojno

2005 – Marek Koniarek

2006 – Mirosław Dragan

2006-2011 – Dominik Nowak

2011 – Bartłomiej Majewski

2011-2012 – Janusz Kudyba

2012-2013 – Adam Buczek

2013 – Janusz Kubot

2013 – Zbigniew Mandziejewicz

2014-2017 – Jarosław Pedryc

2017-2020 – Enkeleid Dobi

2020-2021 – Janusz Niedźwiedź

## Afera korupcyjna
22 lutego 2007 w konsekwencji prowadzonego przez Wydział VI ds. przestępczości zorganizowanej Prokuratury Okręgowej we Wrocławiu śledztwa w sprawie afery korupcyjnej i na podstawie przekazanych 20 lutego z prokuratury materiałów, Wydział Dyscypliny PZPN wszczął postępowanie dyscyplinarne wobec sześciu polskich klubów piłkarskich. Oprócz Górnika objęto nim grające w Orange Ekstraklasie zespoły Arki Gdynia i Górnika Łęczna oraz występujące w drugiej lidze KSZO Ostrowiec Świętokrzyski, Zawiszę Bydgoszcz S.A. i Podbeskidzie Bielsko-Biała.
Decyzją WD PZPN z 12 kwietnia 2007 roku Górnik Polkowice, występujący wówczas w ll lidze, w sezonie 2007/2008 miał zostać zdegradowany "o jedną klasę rozgrywek", musiał zapłacić karę 50 tysięcy złotych i nowy sezon rozpocząć z dziesięcioma punktami ujemnymi. Klub złożył odwołanie od tej decyzji, które zostało rozpatrzone 21 czerwca 2007 przez Związkowy Trybunał Piłkarski (organ według nowego statutu PZPN zastępujący w kompetencjach rozwiązaną Komisję Odwoławczą). Podjęto decyzję o zaostrzeniu wymierzonych przez WD kar:
- degradacji z jednej do dwóch klas rozgrywkowych – do IV ligi
- kary punktowej – następny sezon rozpocznie z sześcioma punktami ujemnymi na koncie
- finansowej – do 70 tys. złotych.

Klubowi przysługiwało odwołanie do Trybunału Arbitrażowego działającego przy Polskim Komitecie Olimpijskim, z którego klub nie skorzystał.